# Couvent des Carmélites du faubourg Saint-Jacques
Pour les articles homonymes, voir couvent des Carmélites.
Le couvent des Carmélites du faubourg Saint-Jacques, dit carmel de l'Incarnation, est le premier couvent de Carmélites déchaussées à Paris. Fondé en 1603 rue Saint-Jacques, il devient la maison-mère de cet ordre en France et attire des religieuses appartenant à la grande noblesse. Il est fermé à la Révolution française et rasé en 1797.

## Localisation
Le monastère était situé en face du Val-de-Grâce, au niveau de l'actuel 284 de la rue Saint-Jacques, en partie à l'emplacement du lycée Lavoisier jusqu'à la rue Henri-Barbusse, à l'époque rue d'Enfer.

## Histoire
En 1084, l'abbaye de Marmoutier reçut de seigneurs laïques la possession d'une église qui s'élevait à cet endroit, et qui alors devint le prieuré de Notre-Dame-des-Champs.

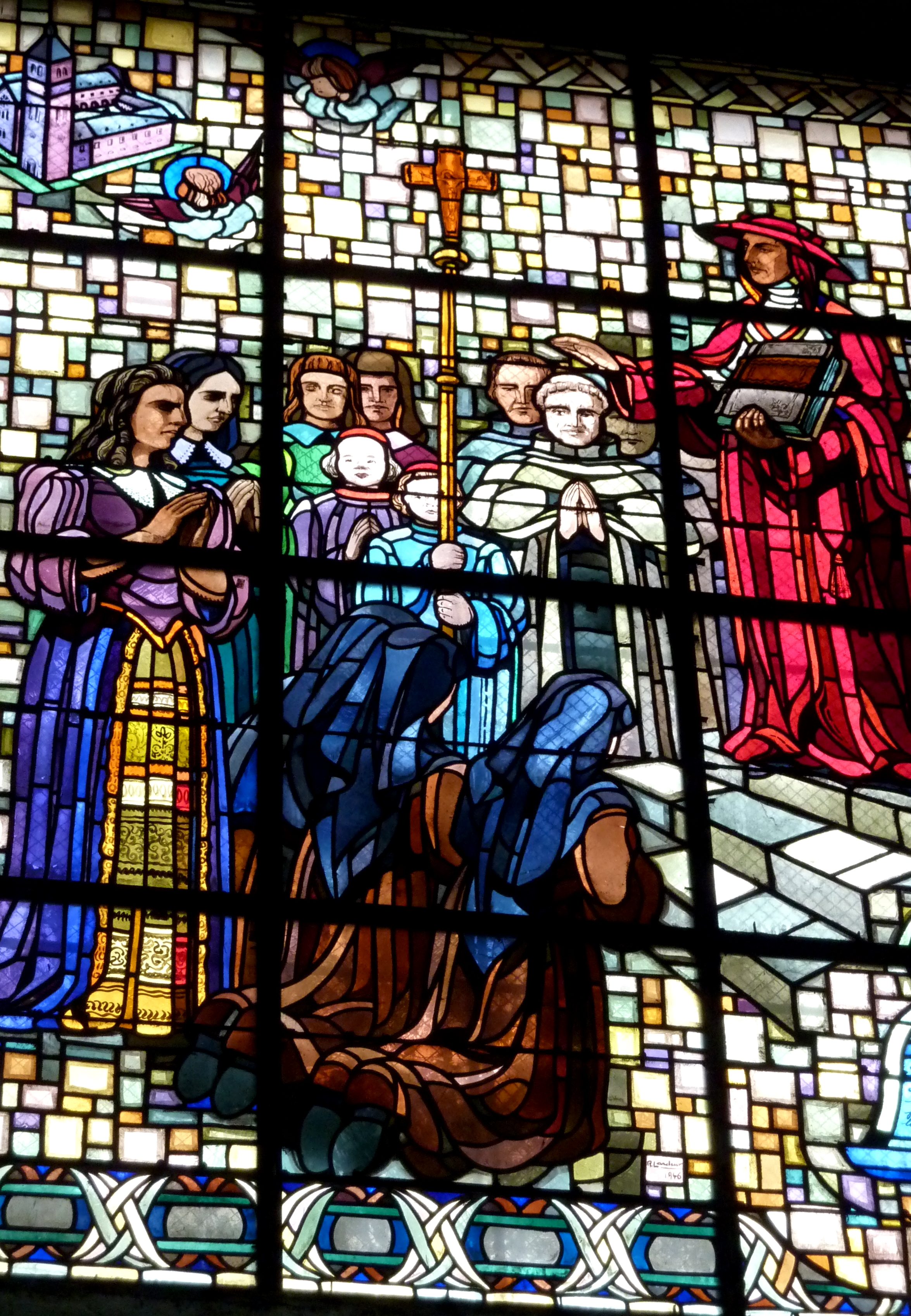
Le Cardinal Pierre de Bérulle et Madame Acarie fondent ensemble les Carmélites, vitrail de 1946 dans l'église Notre-Dame-des-Blancs-Manteaux, Paris 4e.

En 1604, Catherine de Nevers, duchesse de Longueville, fille de Léonor d'Orléans-Longueville, décide de fonder en France un couvent de carmélites sur le modèle réformé de Thérèse d'Avila. Elle obtient du cardinal de Joyeuse la propriété de cet enclos. Barbe Acarie et son cousin Pierre de Bérulle parviennent à intercéder auprès du pape pour convaincre le général des Carmes en Espagne à envoyer six religieuses en France. Le roi Henri IV est lui aussi rétif à la fondation d'un nouvel ordre catholique par la famille des Guise dans un royaume qui panse encore les plaies des guerres de Religion, mais finit par céder. Les religieuses arrivent à Paris le 17 octobre 1604. Parmi elles, Anne de Jésus et Anne de Saint-Barthélemy, qui se succédèrent comme premières prieures,,,,.
En 1617, une dépendance est fondée rue Chapon, avec le soutien financier de la duchesse de Longueville et du duc son fils. L'église est dédiée en 1625. De 1605 à 1668, ce sont plus de soixante-deux carmels issus de la réforme thérésienne qui sont fondés en France.
Comme Charles Le Brun, Philippe de Champaigne, au service de la famille royale depuis 1628, est chargé de décorer le couvent qui est l'un des chantiers préférés de Marie de Médicis.
Bossuet y prononce quelques prédications de Carême remarquées.

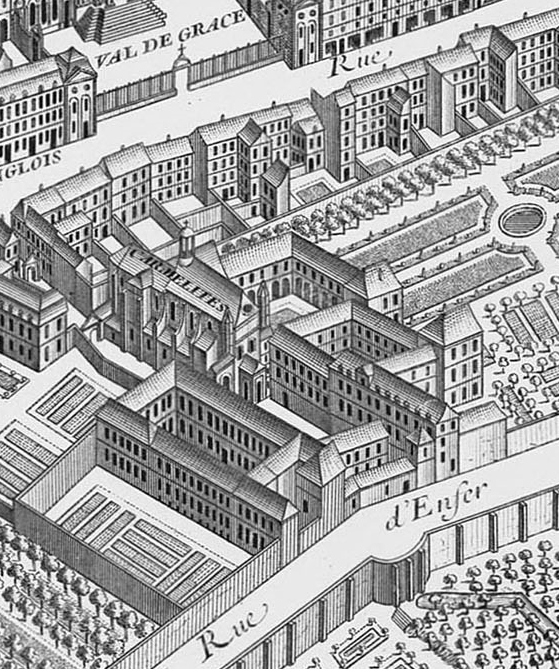
Carmel de l'Incarnation à Paris, extrait du plan de Turgot, 1734.

En 1676, le carmel de l'Incarnation reçoit Louise de La Vallière, première favorite du roi Louis XIV qui malgré l'opposition du roi, vient y expier sa conduite. Elle répondra bientôt au nom de sœur Louise de la Miséricorde. Elle est bientôt rejointe par une autre favorite tombée en disgrâce, Madame de Montespan qui n'entrera pas dans l'Ordre. D'autres représentantes de la haute noblesse se joignent à leur pénitence ou se font construire des résidences dans le voisinage au cours du Grand Siècle, comme Anne de Bavière (princesse Palatine), la maréchale d'Humières, la duchesse de Guise. Le cimetière accueille leur corps, ou parfois seulement leur cœur, comme pour la princesse de Conti.
Les communautés carmélites sont supprimées à la Révolution, en 1790. L'enclos du couvent est loti, avec le percement de la rue du Val-de-Grâce et de la partie sud de la rue Pierre-Nicole. Reconstituée dans une partie de ses locaux dès 1800, la communauté quitte Paris à la fin du XIXe siècle et s'établit à Clamart en 1920.  

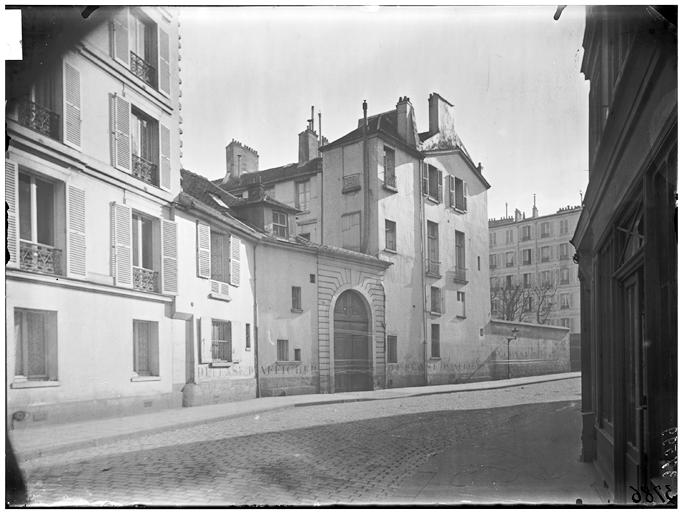
Le couvent des Carmélites vu de la rue d'Enfer en 1899 avant sa démolition.

À l'emplacement des bâtiments détruits en 1900, la rue Pierre-Nicole est prolongée de la rue du Val-de-Grâce à la rue Saint-Jacques et une école primaire supérieure, l'actuel lycée Lavoisier, est construite. 
Après la destruction de l'église, plusieurs tableaux de Philippe de Champaigne qui pourraient faire partie de la décoration originale ont été conservés dans des musées : La Présentation au temple à Dijon, La Résurrection de Lazare à Grenoble, L'Assomption de la Vierge au Louvre.